# Adrien Galo
Adrien Galo es un bailarín, Gimnasta y Modelo (nacido el 19 de marzo de 1986, en Lyon, Francia). Ha adquirido éxito, popularidad y reconocimiento a nivel mundial por su participación en el Femme Fatale Tour y el The MDNA Tour de las cantantes más importantes de la industria pop Britney Spears y Madonna respectivamente.

## Biografía
Empezó a la edad de siete años en gimnasia artística masculina, apoyado por su entrenador, continuo en Gimnasia Aeróbica, a la edad de 14 años. Gracias a sus cualidades físicas (flexibilidad y rapidez de ejecución).
Demostró todas sus habilidades no sólo al ganar la medalla de bronce en el Campeonato Europeo de 2005, sino también al convertirse en Vicecampeón Mundial del Grupo en 2006.
Posteriormente obtuvo un papel en el musical "Cleopatra", dirigida por Kamel Ouali
En septiembre de 2008, se unió al grupo de bailarines Kamel Ouali para hacer algunas apariciones en algunos prima para la octava temporada de Star Academy.
Desde entonces ha trabajado como bailarín para: Nicole Scherzinger, Leona Lewis, Beyoncé, Lady Gaga y actualmente Britney Spears y Madonna.

### Tours
Algunos de sus tour más importantes son:
- 2010: I Am... Tour - Beyoncé
- 2011: The Femme Fatale Tour - Britney Spears
- 2012: The MDNA Tour - Madonna

### Videografía
- 2007: Gimme More - Britney Spears
- 2009: Videophone - Beyoncé
- 2011: Hold It Against Me - Britney Spears
- 2011: Till the World Ends - Britney Spears
- 2011: I Wanna Go - Britney Spears
- 2012: Turn Up the Radio - Madonna